# 常绿满江红
常绿满江红（学名：Azolla imbricata var. sempervirens）为满江红科满江红属下的一個变种。